# Extraparlamentare
L'aggettivo extraparlamentare può essere applicato a partiti politici senza una rappresentanza in parlamento per insufficienza di elettori, o denotare la scelta di non partecipare al sistema politico istituzionale (il rifiuto del concetto di rappresentanza parlamentare nei sistemi democratici rappresentativi).

## Caratteristiche
Organizzazioni di destra e sinistra e estremamente diverse fra loro vengono accomunate da questo attributo nel rifiuto del metodo parlamentare, considerato o obsoleto o inefficace per risolvere i problemi della società.
Da alcune organizzazioni di sinistra il metodo parlamentare viene considerato strumento della borghesia per esautorare le masse dall'iniziativa politica. 
Nella diversa accezione di formazione politica che rifiuta il mainstream culturale dominante in una società, la scienza politica utilizza anche la diversa definizione di partito anti-sistema: essa però non è perfettamente sovrapponibile alla prima, soprattutto quando queste formazioni o movimenti scelgono di concorrere alle elezioni e conseguono anche una rappresentanza parlamentare.

## Attività
I gruppi e movimenti extraparlamentari preferiscono l'azione politica diretta puntando ad un coinvolgimento delle masse e alla partecipazione senza intermediari, facendo evolvere un processo di cambiamento politico fuori dall'alveo delle istituzioni. Spesso le formazioni che si riferiscono a questa area hanno una vocazione marcatamente rivoluzionaria.
Alcune di queste formazioni hanno alimentato il clima di scontro violento con le autorità e contro i propri nemici politici, tanto da arrivare a teorizzare e talvolta praticare la lotta armata.

## Anarchici
Solitamente sono extraparlamentari gli anarchici, che si organizzano in movimenti predicando nei loro comizi l'astensionismo nelle varie elezioni perché ritengono il Parlamento una forma d'istituzione superata e anacronistica. In Spagna però gli anarchici si organizzarono in partito Federación Anarquista Ibérica, che partecipò pure a un Governo Statale prima della vittoria del falangismo: in quel Governo entrarono due ministri anarchici.